# Dziedziczność
Dziedziczność – zespół procesów zachodzących w organizmach w przebiegu powstawania i rozwoju osobniczego organizmów potomnych, który prowadzi do odtwarzania cech organizmów rodzicielskich. Dziedziczność jest podstawową właściwością organizmów.
Cechy organizmów żywych mają uwarunkowanie dziedziczne (genetyczne), na które nakładają się czynniki środowiskowe. Podstawową jednostką dziedziczności jest gen, z zapisaną specyficzną częścią informacji genetycznej, która ujawnia się w postaci ekspresji genu.
Dziedzicznością zajmuje się genetyka, a podstawowe prawa dziedziczności sformułował w 1866 r. Gregor Mendel.